# 伊豆野一郎
伊豆野 一郎（いずの いちろう、1925年（大正14年）8月18日 - 2001年（平成13年）6月7日）は、昭和から平成時代の政治家。新潟県両津市長。

## 経歴
新潟県出身。両津高等小学校卒業。
両津市議会議員2期、新潟県議会議員2期を経て、1984年（昭和59年）両津市長に当選。3期務め、1995年（平成7年）引退した。

## 栄典
勲章等
- 1996年（平成8年） - 勲四等旭日小綬章[1]